# Wie die Karnickel
Wie die Karnickel ist eine Filmkomödie von Sven Unterwaldt aus dem Jahr 2002 nach einem Drehbuch von Ralf König.

## Handlung
Horst Bömmelburgs Beziehung zu seiner Freundin Vera ist von Stress geprägt und in jeder Hinsicht unbefriedigend. Nachdem Vera einen Pornofilm im Müll findet, verlässt sie ihn auf der Stelle und zieht zu ihrer Mutter.
Horst freundet sich erneut mit seinem neuen Nachbarn und ehemaligen Schulfreund, dem schwulen Siggi, an, der ihm eine neue und sehr viel entspanntere Perspektive auf den eigenen Sexualtrieb eröffnet. Gleichzeitig beginnt er ein Verhältnis mit der berühmten Sopranistin Kriemhild Nastrowa, die gerade bei dem Orchester gastiert, in dem Horst als Kontrabassist arbeitet.
Vera weiß von alldem nichts und unternimmt auf Anraten ihrer Freundin Gilla den Versuch, Horst bei einem gemeinsamen Abendessen mit Dessous zu verführen, wobei sie aber kläglich scheitert. Gilla bringt daraufhin Vera mit den Redakteurinnen Gudrun und Britta des Magazins Xanthippe zusammen. Diese deuten Veras Geschichte auf ihre eigene Art und veröffentlichen einen Artikel, in dem Horst als rücksichtsloser „Täter“ dargestellt wird.
Kurz darauf erscheint Vera während einer Wohnungsparty von Horst und Siggi. Als Horst tölpelhaft versucht, Veras Gefühl der Erniedrigung vom gemeinsamen Abendessen zu lindern, tritt sie ihm brutal in den Unterleib und verlässt die Party. Am gleichen Abend beendet Kriemhild ihr Verhältnis mit Horst; dieser ist hierüber aber eher erleichtert, da ihr unersättlicher Liebeshunger sowie ihre ununterbrochenen Stimmübungen ihn auf Dauer überfordert hatten. Kriemhild heiratet den greisen Dirigenten des Orchesters, Zacharias Brettschneider, der ihr ein Engagement an der Scala vermittelt.
Der Nachbar Siggi hat sich gerade von seinem langjährigen Freund Hubert getrennt und lebt ein Leben zwischen One-Night-Stands und dem Wunsch, zu Hubert zurückzukehren. Als seine Mutter ihren Besuch ankündigt, will er ihr endlich seine Homosexualität erklären und Hubert soll ihr dabei als feste Beziehung präsentiert werden, Hubert lehnt aber ab und ein One-Night-Stand, Benno, soll für ihn einspringen. Zum Besuch der Mutter taucht Hubert dann unerwartet doch auf und Siggis Inszenierung fliegt auf. Hubert, der auf diesem Wege Benno kennengelernt hat, beginnt ein Verhältnis mit ihm.
Horst hat Siggi seine große Leidenschaft für den Pornostar Kelly Trump gestanden. Ohne Horsts Wissen meldet Siggi ihn zu der Trash-Talkshow Catch your Dreams als Talkgast an, zu der auch Kelly Trump und eine Mitdarstellerin, sowie die Redakteurinnen von Xanthippe eingeladen werden. Horst kommt mit Siggi als vermeintlicher Zuschauer zur Show und wird vom Talkmaster auf die Couch geholt. Horst wird als pornosüchtig öffentlich bloßgestellt, die anderen Gäste werden vorgestellt und der Talkmaster tut sein Bestes, alle gegeneinander aufzuhetzen.
Siggi, der Horst nur eine Begegnung mit Kelly Trump ermöglichen wollte, versucht mit ihm die laufende Show zu verlassen, da erscheint Vera. Sie hat die Show im Fernsehen verfolgt und ist über die verdrehte Darstellung ihrer Beziehung zu Horst aus der Xanthippe, die während der Show vorgelesen wurde, so erbost, dass sie ins Studio eilt, um dies richtigzustellen. Während auf der Showbühne wüste Auseinandersetzungen toben, freundet sich Vera spontan mit Kelly Trump an, da meldet sich der zuvor völlig untergegangene Horst zu Wort. Er verlangt zu wissen, worum die ganze Aufregung bestehe, und fordert jeden auf, aufzustehen, der schon einmal einen Porno angesehen hat. Nach einigem Zögern steht am Ende der ganze Saal.
Nach der Show sind Vera und Horst versöhnt und auch darüber im Einverständnis, dass ihre Beziehung keine Grundlage hatte. Vera geht mit Kelly in eine Kneipe und Horst und Siggi gehen philosophierend nach Hause.

## Kritiken
„Dieser belanglose Beziehungsreigen, der mit seinen Fäkalwitzen nicht mal „American Pie“-Niveau erreicht, ist nach „Der bewegte Mann“ und „Kondom des Grauens“ ein weiteres Werk nach einer Vorlage von Comic-Autor und -Zeichner Ralf König. Doch was komisch sein soll, ist hier leider nur peinlich, zumal die Darsteller nicht spielen, sondern chargieren. Eine vergebene Gelegenheit für eine gute Komödie.“

„Auf Fernsehniveau inszenierte dröge Sex-Klamotte für Verklemmte.“

## Hintergrund
Ralf König wollte mit dem Film zum ersten Mal heterosexuelle Beziehungen in den Vordergrund stellen, nachdem in seinem vorangegangenen Werk immer die Homosexualität in der deutschen Gesellschaft thematisiert wurde. Seine eigene Perspektive auf heterosexuelle Beziehungen, als Homosexueller, kommt dabei durch Siggi zum Ausdruck.
Die Geschichte wurde im Gegensatz zu den anderen König-Verfilmungen zunächst als Drehbuch verfasst, und danach erst als Comic herausgegeben.
Nachdem für die Rolle der Pornodarstellerin mit Kelly Trump einer der bekanntesten deutschen Pornostars der 1990er gewonnen werden konnte, wurde ihr Name statt des im Drehbuch vorgesehenen übernommen. Im Comic wurde der Originalname beibehalten.